# Sollers SB
Sollers SB — школьный автобус капотной компоновки, представленный в 2024 году.

## Описание
Школьный автобус Sollers SB является аналогом Ankai HFF6801KZ5. Каркасный кузов автобуса, интегрированный в шасси, состоит из стальных профилей и прямоугольных труб различного сечения.
Длина автобуса составляет 8 метров. В салоне 29+1 посадочных мест: 28 для пассажиров, 1 для водителя и 1 для сопровождающего. В отличие от других моделей, Sollers SB изначально был разработан как школьный автобус.
Внешне Sollers SB напоминает американские школьные автобусы капотной компоновки.

## Технические характеристики
Sollers SB оснащён четырёхцилиндровым турбодизельным двигателем Weichai WP3.7Q130E50 мощностью 130 л. с. (по некоторым данным — 140 л. с.) и крутящим моментом 350 Н·м (по некоторым данным — 430 Н·м) в паре с пятиступенчатой механической трансмиссией.